# Station Tanjung Balai
Tanjung Balai is een spoorwegstation in de Indonesische provincie Noord-Sumatra.

## Bestemmingen
- Lancang Kuning: naar Station Medan
- Putri Deli: naar Station Medan